# VV Hillegom
VV Hillegom was een voetbalvereniging uit Hillegom.
De vereniging is opgericht in 1951 en kwam voort uit een fusie tussen de oude Voetbalvereniging Hillegom en de club Hillinen, die beide in 1920 waren opgericht. De club speelde onder de naam VV Hillegom, en in de shirt's van Hillinen. Van 1952 tot 1981 werd op een complex aan de Leekstraat gespeeld. In 1981 werd een nieuw terrein in gebruik genomen op de Zanderijpolder.
Het eerste elftal van VV Hillegom is acht keer kampioen geworden in de diverse zondagamateurklassen waarin zij actief waren. Na het seizoen 2011/12 is VV Hillegom gefuseerd met SV Concordia tot SV Hillegom.

## Historie
Het oude Hilinen speelde voor de fusie haar wedstrijden langs de Jonkheer Mockkade, het oude Hillegom was gehuisvest aan de Weeresteinstraat, evenals voetbalvereniging SIZO. Toen Hilinen en Hillegom in 1951 gingen fuseren, werd het eerste seizoen op beide locaties gespeeld. In 1952 verhuisde het nieuwe VV Hillegom naar de Leekstraat, dat 29 jaar het adres zou zijn. Op deze plek werden vijf kampioenschappen behaald. Tussen 1964 en 1968 kwam Hillegom uit in de Eerste Klasse KNVB, destijds de hoogste amateurafdeling van Nederland.
In 1981 verruilde VV Hillegom de Leekstraat voor de Zanderijpolder, waar ook SV Concordia toen al gevestigd was. Aan de Zanderij behaalde VV Hillegom vier kampioenschappen; in 1992, 1993, 2004 en 2005. De meeste jaren van het 'Zanderij-tijdperk' kwam de club uit in de Derde klasse.

## Rivalen
VV Hillegom's grootste rivaal was sv Concordia. De wedstrijden tegen FC Lisse en SIZO waren ook altijd drukbezochte wedstrijden.

## Fusiebesprekingen
Sinds de jaren 1990 deed de gemeente Hillegom pogingen om de drie clubs in het dorp (SV Concordia, VV Hillegom en VV SIZO) samen te voegen tot één vereniging. In 2008 kwam de gemeenteraad met een plan. Er zou een ruimtelijk terrein gecreëerd worden met diverse mogelijkheden ter verbetering van het Hillegomse voetbal, maar de drie clubs weigerden samen verder te gaan. In 2012 zijn Concordia en VV Hillegom gefuseerd. Na het seizoen 2012/13 zal VV SIZO zichzelf opheffen.

## Competitieresultaten 1952–2012
| 2 3A |

| 3 3A |

| 11 3A |

| 12 3A |

| 8 3B |

| 9 3B |

| 12 3B |

| 7 4A |

| 1 4A |

| 3 3A |

| 3 3A |

| 1 3A |

| 1 2B |

| 2 1A |

| 6 1A |

| 9 1A |

| 12 1A |

| 8 2A |

| 13 2A |

| 12 3B |

| 10 4A |

| 4 4A |

| 6 4A |

| 8 4A |

| 1 4B |

| 4 3A |

| 5 3A |

| 3 3A |

| 8 3A |

| 12 3A |

| 4 4A |

| 6 4A |

| 3 4A |

| 6 4A |

| 6 4C |

| 10 4C |

| 6 4C |

| 11 4C |

|  |

|  |

|  |

| 1 4C |

| 4 3B |

| 12 3B |

| 4 4D |

| 6 4D |

| 2 4D |

| 6 4D |

| 3 4D |

| 10 4E |

| 10 4D |

| 4 4D |

| 1 4D |

| 1 3B |

| 11 2B |

| 3 3C |

| 8 3C |

| 8 3C |

| 11 3C |

| 6 3C |

| 13 3C |

| Eerste klasse | Tweede klasse | Derde klasse | Vierde klasse |

In elke staaf van de grafiek staat van boven naar beneden vermeld: 
- Eindnotering

Dit is de positie die de club heeft bereikt in de competitie, zonder eventuele beslissings-, play-off- of nacompetitiewedstrijden die nodig zijn geweest om bijvoorbeeld de kampioen van de competitie te bepalen.
Indien een * achter het getal staat is de notering een tussenstand en kan het zijn dat de notering niet overeenkomt met de uiteindelijke eindstand van de competitie.
Staat er een - dan is het seizoen nog bezig en is er geen definitieve uitslag bekend.
Staat er xx op de positie van de notering, dan heeft de club vroegtijdig de competitie verlaten. Dit kan onder andere komen door terugtrekking van het team, faillissement van de club of door een uitgedeelde straf van de KNVB. In veel gevallen staat elders in het artikel de reden vermeld.
Staat er een ? dan is het resultaat uit het verleden onbekend, en is alleen de competitie of het niveau bekend van dat seizoen.
In de seizoenen 2019/20 en 2020/21 werd wegens de coronacrisis het amateurvoetbal afgebroken. Daardoor kennen deze staven geen eindklassering (middels -- weergegeven).
- Competitieniveau en afdelingsletter of Officiële eindstand Eredivisie
  - Competitieniveau en afdelingsletter

Hierbij geeft het getal het niveau weer, dat ook terug te vinden is in de legenda. De letter is de afdelingsaanduiding en wordt gebruikt wanneer er meer afdelingen zijn op hetzelfde niveau. De afdelingsletter is altijd een hoofdletter en wordt meestal zonder nummer gebruikt.
Voorbeeld: 2F is niveau 2e klasse competitie F.
Het competitieniveau en nummer wordt niet vermeld wanneer er slechts één competitie van dit niveau was.
  - Officiële eindstand Eredivisie (getal staat tussen haakjes vermeld)

Sinds de introductie van play-offwedstrijden voor Europees voetbal na afloop van de reguliere competitie in 2005/06, is de KNVB verplicht een eindstand van de Eredivisie door te geven aan de UEFA aan de hand van deze play-offwedstrijden.
Bij deze eindstand staan clubs die zich hebben gekwalificeerd voor Europees voetbal hoger dan clubs die zich niet wisten te kwalificeren. Indien er geen verschil was tussen de eindnotering en de officiële eindstand, staat dit getal niet vermeld.

- Onderafdeling

Hier staat afgekort de naam van de onderafdeling indien de club in dat jaar in een onderafdeling uitkwam. Tevens staat deze afkorting in de legenda en wordt gelinkt naar het artikel over deze onderafdeling. Deze afkorting wordt alleen vermeld wanneer de club in het verleden in verschillende onderafdelingen heeft gespeeld. Deze vermelding is in de staaf altijd in kleine letters. Deze onderafdelingen zijn na het seizoen 1995/96 afgeschaft. Heeft de club in slechts één onderafdeling gespeeld, dan is dit alleen terug te vinden in de legenda.
Onder de staaf staat het jaartal vermeld waarin het seizoen is afgesloten. 15 verwijst naar het seizoen 2014/15 of eventueel het seizoen 1914/15.
Wanneer een staaf leeg is, zijn deze gegevens niet bekend. Het kan ook zijn dat de club dat seizoen niet heeft meegespeeld op het hogere amateurniveau, vroegtijdig de competitie heeft verlaten of uit de competitie is gezet.

In het seizoen 1944/45 was er wegens de Tweede Wereldoorlog geen regulier competitievoetbal.

## Bekende oud-spelers
- Marc Hogervorst, doelman van betaaldvoetbalclub FC Omniworld, was bij VV Hillegom sinds 2006 keeperstrainer van de C-, B- en A-junioren.
- Rogier Koordes begon zijn carrière in het betaalde voetbal in 1995 bij Telstar.

## Referentie
- VV Hillegom - Historie

Huidig: SV Hillegom · VV SIZO